# Основы стиля в типографике
«Основы стиля в типографике» (англ. The Elements of Typographic Style) — книга канадского типографа, поэта и переводчика Роберта Брингхёрста. Впервые опубликована в 1992 году издательством Hartley & Marks.
Название ссылается на «The Elements of Style», классическое руководство по стилю, написанное Уильямом Странком и Элвином Бруксом Уайтом.

## Издания
Книга неоднократно переиздавалась: в 1996, 2001 (v2.4), 2002 (v2.5), 2004 (v3.0), 2005 (v3.1), 2008 (v3.2) и 2012 (v4.0) годах.

## Отзывы
Книга была высоко оценена Германом Цапфом, отозвавшемся о произведении следующим образом: «Я хочу, чтобы эта книга стала Библией типографов». Графические дизайнеры и типографы Джонатан Хофлер и Тобиас Фрер-Джонс посчитали её «самой лучшей книгой, когда-либо написанной о типографике».

## Издания
- Bringhurst, Robert. The elements of typographic style. — Hartley & Marks, 2004. — 382 p. — ISBN 0-88179-206-3.